# Syrrusis pictura
Syrrusis pictura är en fjärilsart som beskrevs av Saalmüller 1891. Syrrusis pictura ingår i släktet Syrrusis och familjen nattflyn. Inga underarter finns listade i Catalogue of Life.